# Bürgerschule Minden
Die Bürgerschule der ostwestfälischen Stadt Minden ist ein inzwischen denkmalgeschütztes Haus in der oberen Altstadt von Minden und ist unter der Nummer 92 in die Denkmalschutzliste der Stadt Minden eingetragen.

## Geschichte
Die Schule wurde in der oberen Altstadt als Bürgerschule in den Jahren 1834 bis 1835 erbaut und am 5. Januar 1836 eingeweiht. Im Jahr 1838 übernahm die Stadt Minden die Trägerschaft über die Schule. Zum 1. April 1894 wurde sie in eine vollberechtigte Mittelschule umgewandelt. Die Schule wurde bis zum Ende der 1980er Jahre als Schule genutzt, zuletzt als Außenstelle der Freiherr-von-Vincke-Realschule Minden. In den 1990er Jahren waren hier einzelne Klassen des Weser-Kollegs bis 1997 untergebracht. Anschließend war überlegt worden, das Gebäude dem Mindener Museum anzugliedern. Als dies nicht umgesetzt werden konnte, verkaufte die Stadt Minden das Gebäude.

## Gebäude
Das Gebäude gliedert sich um einen zentralen Mittelflur, von dem je Etage vier Klassenräume abgehen, sodass das Gebäude mit 8 Klassenräumen aufwarten konnte. 1903 wurde ein weiteres Stockwerk auf das klassizistisch gegliederte Haus aufgesetzt, sodass sich zwei weitere Reserveklassen und ein Konferenzraum in dem Dachgeschoss ergaben. Dieses Haus wurde nach dem Verkauf der Stadt Minden in ein Gebäude mit Eigentumswohnungen für den gehobenen Bedarf umgestaltet. Aus je zwei Klassenräumen wurde eine Wohnung erstellt, im rechten Flügel wurde ein Aufzug eingebaut und hinter dem Haus eine Tiefgarage errichtet.